# ATP Challenger Hilversum
Der ATP Challenger Hilversum (offiziell: Hilversum Challenger) war ein Tennisturnier, das zwischen 2002 und 2004 in Hilversum, Niederlande, stattfand. Es gehörte zur ATP Challenger Tour und wurde im Freien auf Sand gespielt.

## Liste der Sieger

### Einzel
| Jahr | Sieger                | Finalgegner            | Ergebnis      |
| ---- | --------------------- | ---------------------- | ------------- |
| 2004 | Philipp Kohlschreiber | Dennis van Scheppingen | 4:6, 6:4, 6:4 |
| 2003 | Martin Verkerk        | John van Lottum        | 6:3, 6:1      |
| 2002 | Tomáš Zíb             | Florent Serra          | 7:63, 6:1     |

### Doppel
| Jahr | Sieger                                   | Finalgegner                 | Ergebnis   |
| ---- | ---------------------------------------- | --------------------------- | ---------- |
| 2004 | Fred Hemmes Melle van Gemerden           | Attila Sávolt Gabriel Trifu | 7:63, 7:63 |
| 2003 | Mariusz Fyrstenberg Marcin Matkowski     | Fred Hemmes Mark Nielsen    | 6:2, 7:5   |
| 2002 | Stefano Pescosolido Aisam-ul-Haq Qureshi | John Hui Anthony Ross       | 7:64, 6:0  |